# Decamethyltetrasiloxan
Decamethyltetrasiloxan ist eine chemische Verbindung aus der Gruppe der Siloxane. Die Verbindung steht aufgrund ihrer Eigenschaften und ihrer weitverbreiteten Verwendung auf der Liste der CoRAP-Stoffe.

## Eigenschaften
Decamethyltetrasiloxan ist eine brennbare, schwer entzündbare, farblose Flüssigkeit, die praktisch unlöslich in Wasser ist.

## Verwendung
Decamethyltetrasiloxan wird als Zwischenprodukt zur Herstellung anderer chemischer Verbindungen und in Reinigungsmitteln verwendet.

## Sicherheitshinweise
Die Dämpfe von Decamethyltetrasiloxan können mit Luft ein explosionsfähiges Gemisch (Flammpunkt 62 °C) bilden.
Aufgrund seiner potentiellen PBT- bzw. vPvB-Eigenschaften sowie der Exposition der Umwelt und seiner breiten dispersiven Verwendung wurde Decamethyltetrasiloxan unter REACH im Jahr 2015 im Rahmen der Stoffbewertung von Großbritannien untersucht.